# بگذار معشوقت شوم
«بگذار معشوقت شوم» یا آشکین اولاییم (به ترکی: Aşkın Olayım) یکی از آهنگ‌های خواننده ترک، سیمگه است که در آلبوم Ben Bazen منتشرشده در سال ۲۰۱۸ قرار دارد. این آهنگ به‌عنوان سومین موزیک‌ویدئوی آلبوم، در تاریخ ۲۳ فوریه ۲۰۱۹ منتشر شد.  موزیک‌ویدئو به کارگردانی Murat Joker ساخته شد و در آن، یک مدل پرتغالی به نام Marcos Santos سیمگه را همراهی می‌کرد. 
اوبن بوداک از روزنامه Habertürk نوشت که انتخاب نسخه Onurr از این آهنگ برای ساخت موزیک‌ویدئو، نتیجه "جسارت سیمگه برای امتحان کردن چیزهای جدید" بوده است، چرا که این آهنگ در آلبوم دارای دو نسخه مختلف است.
در سال ۲۰۲۲، مائورو ایکاردی، فوتبالیست آرژانتینی، به صورت قرضی به تیم گالاتاسرای پیوست. او با عملکرد و انگیزه‌ بالای خود، در مدت کوتاهی توانست محبوبیت زیادی بین هواداران گالاتاسرای پیدا کند. پس از گلی که برای اولین‌بار در تاریخ ۲۱ ژانویه در ورزشگاه علی سامی ین مقابل تیم آنتالیااسپور به ثمر رساند، در ویدئوهای متعددی که در شبکه‌های اجتماعی به او نسبت داده شد، آهنگ "Aşkın Olayım" پخش شد.
در سال ۲۰۲۳، انتقال دائمی ایکاردی به گالاتاسرای نهایی شد و این انتقال با نواخته شدن آهنگ "Aşkın Olayım" با سازها و تنظیمات مختلف، به صورت رسمی اعلام شد.
این آهنگ در سال 2023 در اسپاتیفای به پرطرفدارترین آهنگ ترکیه تبدیل شد. 